# Luis Giannattasio Finocchietti
Luis Giannattasio Finocchietti (Montevideo, 1894 - ibídem, 1965), va ser un empresari, enginyer i polític uruguaià, president constitucional del Consell Nacional de Govern de l'Uruguai entre l'1 de març de 1964 i el 7 de febrer de 1965.

## Biografia
Enginyer des de 1918, va ser un empresari d'èxit al terreny de la construcció. Professor d'Enginyeria Sanitària a la Universidad de la República, va ser president de la Cambra de la Construcció entre 1946 i 1948 i de la Unió Panamericana de Societats d'Enginyeria el 1949.
Dins del Partit Nacional - o "Blanco" - va pertànyer a l'"herrerisme", el 1959 va ser designat ministre d'Obres Públiques pel primer govern blanc i va conservar aquesta secretaria durant tot el període
El seu treball el va conduir a ser candidat al Consell Nacional de Govern en la llista guanyadora de les eleccions de 1962. Va ser el segon titular de la llista guanyadora al Consell, pel que li corresponia la presidència del mateix durant el segon any, des de març de 1964. Tanmateix, no va arribar a completar el seu mandat, ja que va morir en exercici del seu càrrec, a Montevideo, el 7 de febrer de 1965, poques setmanes abans de deixar la presidència del cos i pocs dies després d'haver participat en Anglaterra, com a representant uruguaià, en els funerals de Winston Churchill. Va ser substituït en el seu càrrec en el Consell per Alejandro Zorrilla de San Martín.
El dia de la seva mort va ser decretat com a duel nacional pel Poder Legislatiu del Consell. En ell, ratificarien el seu successor, Washington Beltrán Mollin, i una comitiva de legisladors.
Una important avinguda de la Ciudad de la Costa, al departament de Canelones, porta el seu nom.